# Ocupação da Estônia pela Alemanha nazista

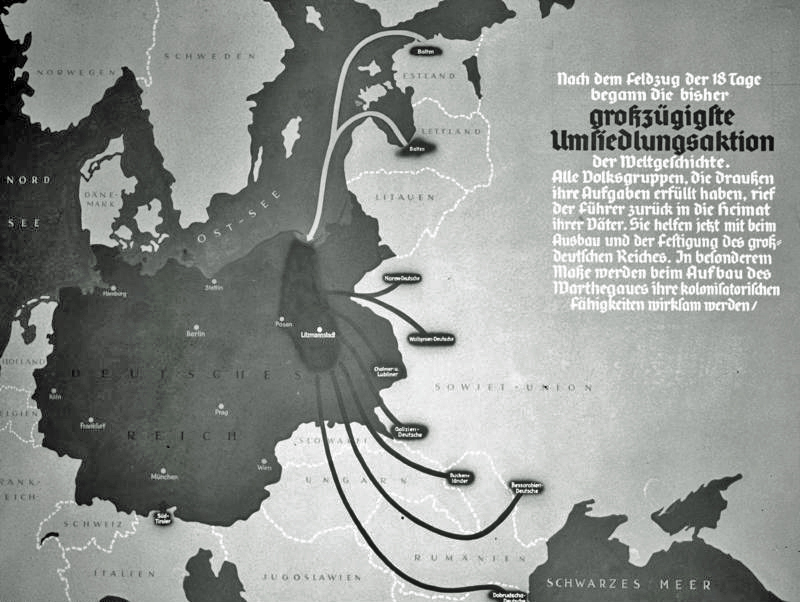
Ofensivas alemãs sobre o Leste Europeu e o Báltico

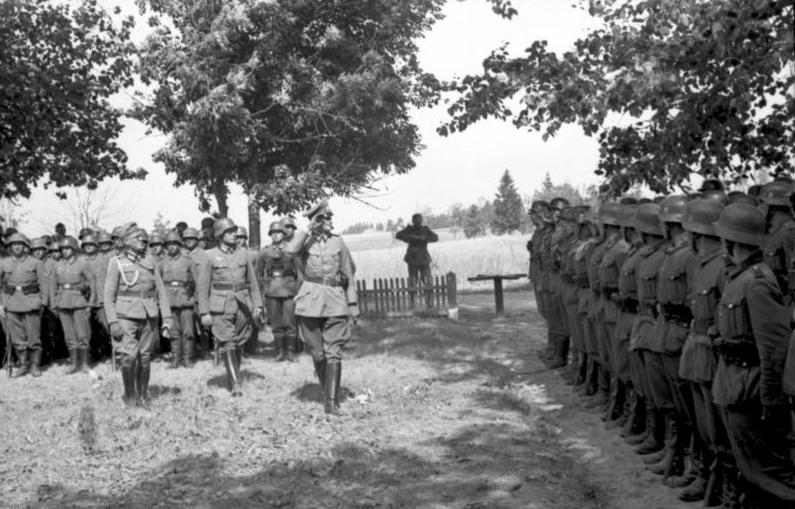
Soldados alemães na Estônia (agosto de 1941)

Na sequência da invasão da União Soviética pela Alemanha Nazi em 22 de junho de 1941, a Wehrmacht ocupou a Estônia em julho de 1941.
Apesar de que no início os alemães foram percebidos por muitos estonianos como liberadores da URSS e de sua repressão, e haviam posto suas esperanças na rápida recuperação da independência do país, se viu brevemente que os nazistas não eram mais que outro poder de ocupação. Os alemães saquearam o país na base de esforço da guerra e desataram o Holocausto judeu em terras estonianas. Enquanto durou a ocupação, a Estônia foi incorporada à província alemã de Reichskommissariat Ostland.

## Ocupação alemã na Estônia em 1941-1944
A Alemanha Nazi invadiu a União Soviética em 22 de junho de 1941. Em 25 de junho, a Finlândia se alinhou com a Alemanha e declarou guerra à URSS, dando início à Guerra da Continuação. Em 3 de julho, Estaline anunciou publicamente pela rádio a prática da política de terra queimada nas áreas que fossem abandonadas. Devido ao facto de que as áreas mais a norte dos estados bálticos eram as últimas a ser ocupadas pelos alemães, foi aí que os batalhões de destruição soviéticos tiveram um efeito mais devastador. Os irmãos da floresta estonianos, cerca de 50.000, infringiram severos danos às forças soviéticas que permaneceram, causando pelo menos 4800 mortes e 14.000 foram capturados.
Os alemães cruzaram a fronteira sul da Estónia entre 7 e 9 de julho. O 8.º Exército Russo retirou-se face ao segundo corpo do Exército Alemão após o rio Pärnu - a linha Emajõgi, em 12 de julho. Quando as tropas alemãs se aproximaram de Tartu em 10 de julho, e se preparavam para outra batalha contra os soviéticos, viram que os partisans estonianos já tinham iniciado a luta contra eles. A Wehrmacht deteve o seu avanço e deixou que os estonianos lutassem contra os soviéticos. A batalha de Tartu durou duas semanas, e destruiu a maior parte da cidade. Sob a liderança de Friedrich Kurg, os partisans estonianos repeliram os soviéticos de Tartu eles mesmos. Entretanto, os soviéticos assassinavam dezenas de cidadãos que estavam detidos na prisão de Tartu, pois mataram 192 deles antes da tomada da cidade pelos estonianos.